# St.-Gotthard-Gymnasium (Niederaltaich)
Das St.-Gotthard-Gymnasium der Benediktiner Niederaltaich ist ein staatlich anerkanntes musisches, sprachliches (früher: neusprachliches) und naturwissenschaftlich-technologisches Gymnasium in Niederalteich (Landkreis Deggendorf, Niederbayern). Schulträger dieser gebundenen Ganztagsschule ist die Abtei Niederaltaich.

Neubau des St.-Gotthard-Gymnasiums Niederaltaich

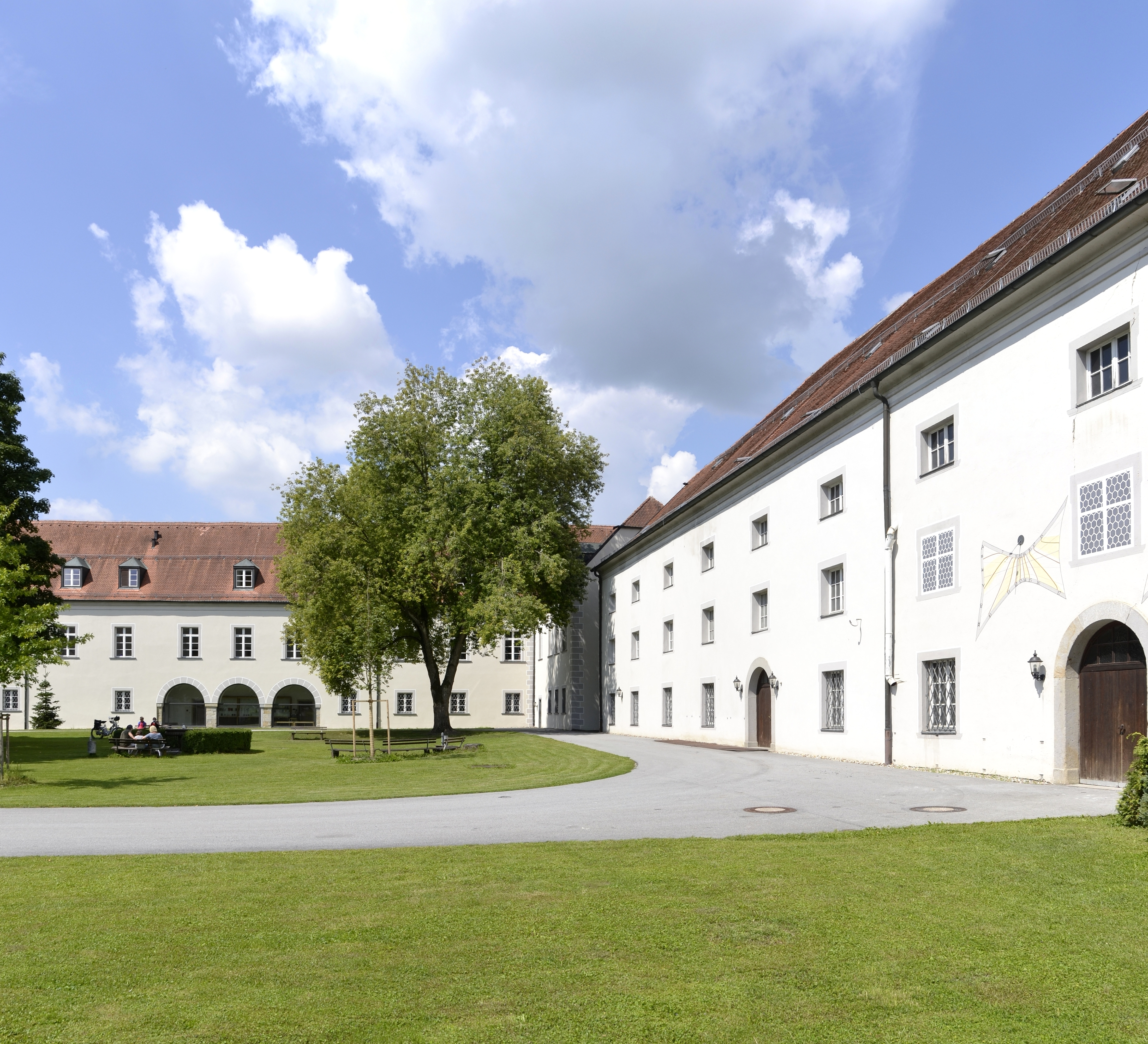
Innenhof des Altbaus des St.-Gotthard-Gymnasiums und des Gästehauses St. Pirmin

## Geschichte

### Schulname
Der Schulname St.-Gotthard-Gymnasium geht auf den Heiligen Gotthard (Godehard), Abt von Niederaltaich (996 bis 1022) und Bischof von Hildesheim, zurück. Erstmals taucht der Name im Jahre 1723 auf, als Abt Joscio Hamberger ein „Seminarium in honorem Sancti Godehardi“ einrichtete. Im Zuge der Reformen in den 1960er Jahren wurde das „Seminar St. Godehard“ 1965 in „Schulheim St. Gotthard“ umbenannt. Schließlich erhielt das Gymnasium im Jahre 1985 mit „St.-Gotthard-Gymnasium der Benediktiner Niederaltaich“ seinen heutigen Namen.

### Vorgeschichte
Bis in die Gründungszeit des Klosters Niederaltaich in den Jahren 731 bzw. 741 reicht die Niederaltaicher Schultradition zurück, weshalb die Schule, wie alle mittelalterlichen Klosterschulen, zu den älteren Schulen in Bayern und im deutschen Sprachraum zählt. Diese Kontinuität wurde durch die Säkularisation der bayerischen Klöster im Jahre 1803 unterbrochen. Kurz nach Wiederbegründung der Abtei im Jahre 1918 wurde 1925 auch der Schulbetrieb wieder aufgenommen. Diesen Bemühungen setzten jedoch die nationalsozialistischen Machthaber im Jahre 1937 ein Ende, als sie die Schließung des „Seminars St. Gotthard“ anordneten.

### Wiedergründung

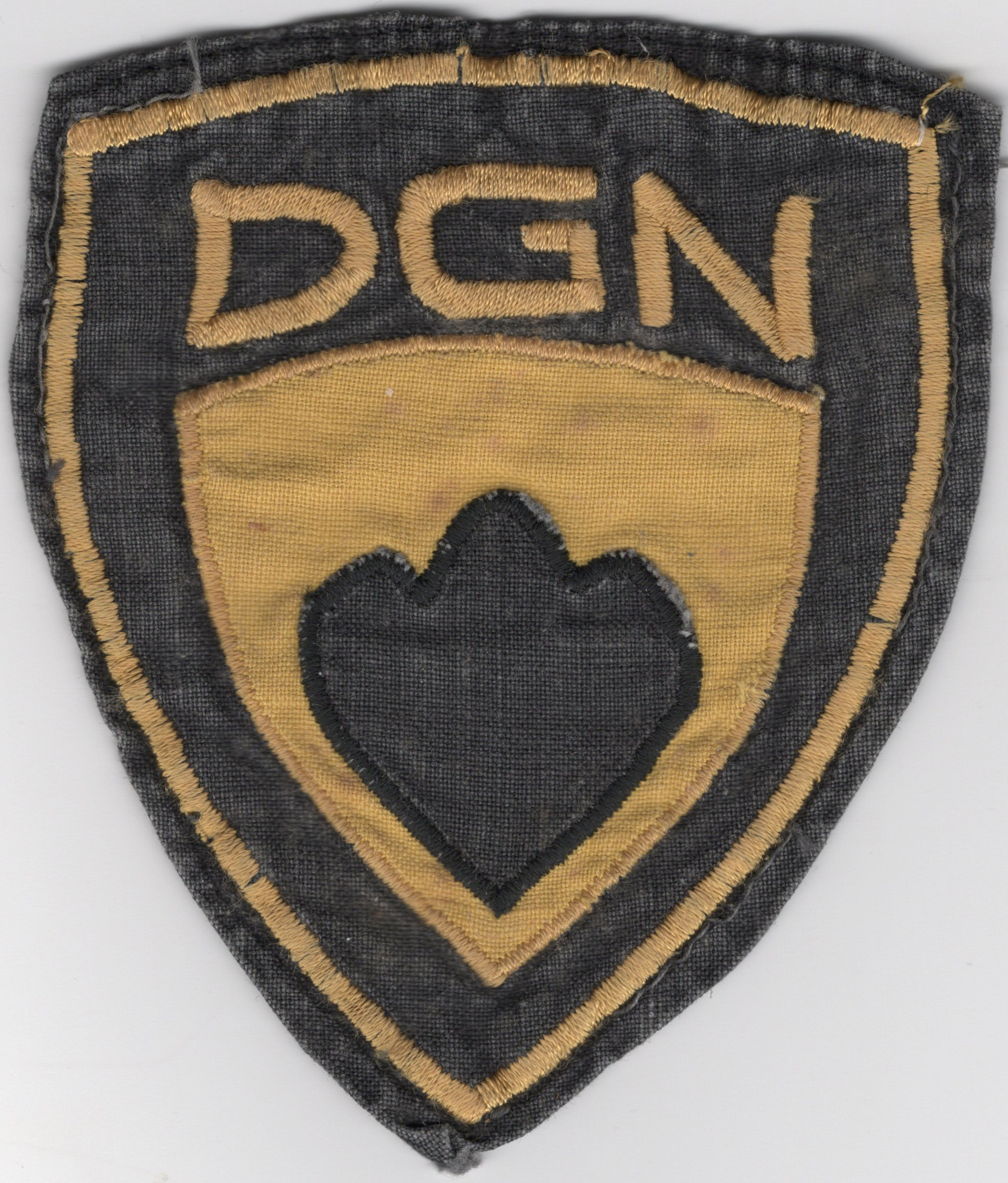
Aufnäher des früheren Deutschen Gymnasiums Niederalteich, 1950er Jahre

Im Jahre 1946 genehmigte die amerikanische Militärregierung die Wiedererrichtung einer vierklassigen Lateinschule. Ein Jahr später erfolgte die Ausweitung des im Schuljahr 1946/47 wiederaufgenommenen Schulbetriebs zu einem sechsklassigen Progymnasium, das wiederum im Jahre 1949 zu einem „Deutschen Gymnasium“ (siebenjähriges Vollgymnasium) ausgebaut wurde. Damit war es erstmals im Jahre 1956 möglich, einen Abiturjahrgang in Niederalteich zu entlassen.

### Konzeptionelle Weichenstellungen
In den folgenden Jahren erhielt das St.-Gotthard-Gymnasium Neuerungen, die das Konzept der Schule bis heute prägen. 1965 erfolgte die Zulassung von Mädchen, seit 1987 stellen sie die Mehrheit der Schüler dar, und evangelischen Schülern. Im Jahre 1967 wurde das neunjährige Gymnasium, 1968 das Tagesheim (vier Tage die Woche integrierter Ganztagesunterricht für die Klassen 5–8) eingeführt. Damit war das Niederaltaicher Gymnasium ein Motor im Bereich der Schulreformen: Die Schule war ab 1969 eine Versuchsschule, in der die damals neue Oberstufe erprobt wurde. Schließlich entstand im Jahre 1970 ein neusprachlicher Zweig. 1972 wurden in einem Schulversuch beide Zweige geöffnet, so dass es möglich wurde, zwischen Englisch und Latein als erster Fremdsprache zu wählen.

### Errichtung des Neubaus
Diese Neuerungen hatten einen konstanten Anstieg der Schülerzahlen zur Folge, was eine grundsätzliche Lösung in der Raumfrage erforderlich machte. So errichtete die Abtei zwischen 1971 und 1973 den Neubau des Gymnasiums, der 1980/81 durch eine Doppelturnhalle ergänzt wurde. Seit 1983 verfügt das Gymnasium über eine Computeranlage, seit 1997 über einen Internetanschluss. Eine intensive Schulpartnerschaft zur „Institution Sévigné“ (zwischenzeitlich auch mit dem „Lycée Beauséjour“) in Narbonne (Frankreich) besteht seit 1993.

### Ausbau zur Ganztagsschule
Im Jahr 1968 wurde das Tagesheim gegründet. Nach mehreren Veränderungen in den 1980er Jahren erfolgte in den 1990er Jahren in Zusammenarbeit mit der Universität Regensburg eine Änderung des Konzeptes. Daraus entstand sukzessive das Niederalteicher Modell der Ganztagsschule. Es ist gekennzeichnet durch einen rhythmisierten Tagesablauf, d. h. Phasen des Lernens, des Übens, das gemeinsame Essen und die Freizeit sind über den Tag verteilt. Mit Schreiben vom 17. März 2004 wurde das St.-Gotthard-Gymnasium vom Kultusministerium als Ganztagsschule anerkannt. Durch die Sanierung des Gebäudes und den Anbau wurde es im Jahre 2006 möglich, die Ganztagsschule auf die Jahrgangsstufen 9 und 10 auszudehnen. Entsprechende Konzepte wurden von der Steuergruppe ausgearbeitet und werden gemeinsam mit Vertretern der Schüler und Eltern weiterentwickelt.

### Internat
Von 1946 bis 1994 existierte neben dem St.-Gotthard-Gymnasium ein Internat für Jungen. War anfangs die Schule durch das Internat geprägt, so ließ diese Verbindung durch den zunehmenden Besuch durch externe Schüler immer mehr nach. So ging die Zahl der Internatsschüler stetig zurück, bis 1991 die Schließung des Internats beschlossen wurde.
Internatsdirektoren
- P. bzw. Abt Emmanuel Maria Heufelder OSB (1946–1955)
- P. Augustinus Rottmann OSB (1955–1958)
- P. bzw. Abt Placidus Stieß OSB (1958–1988)

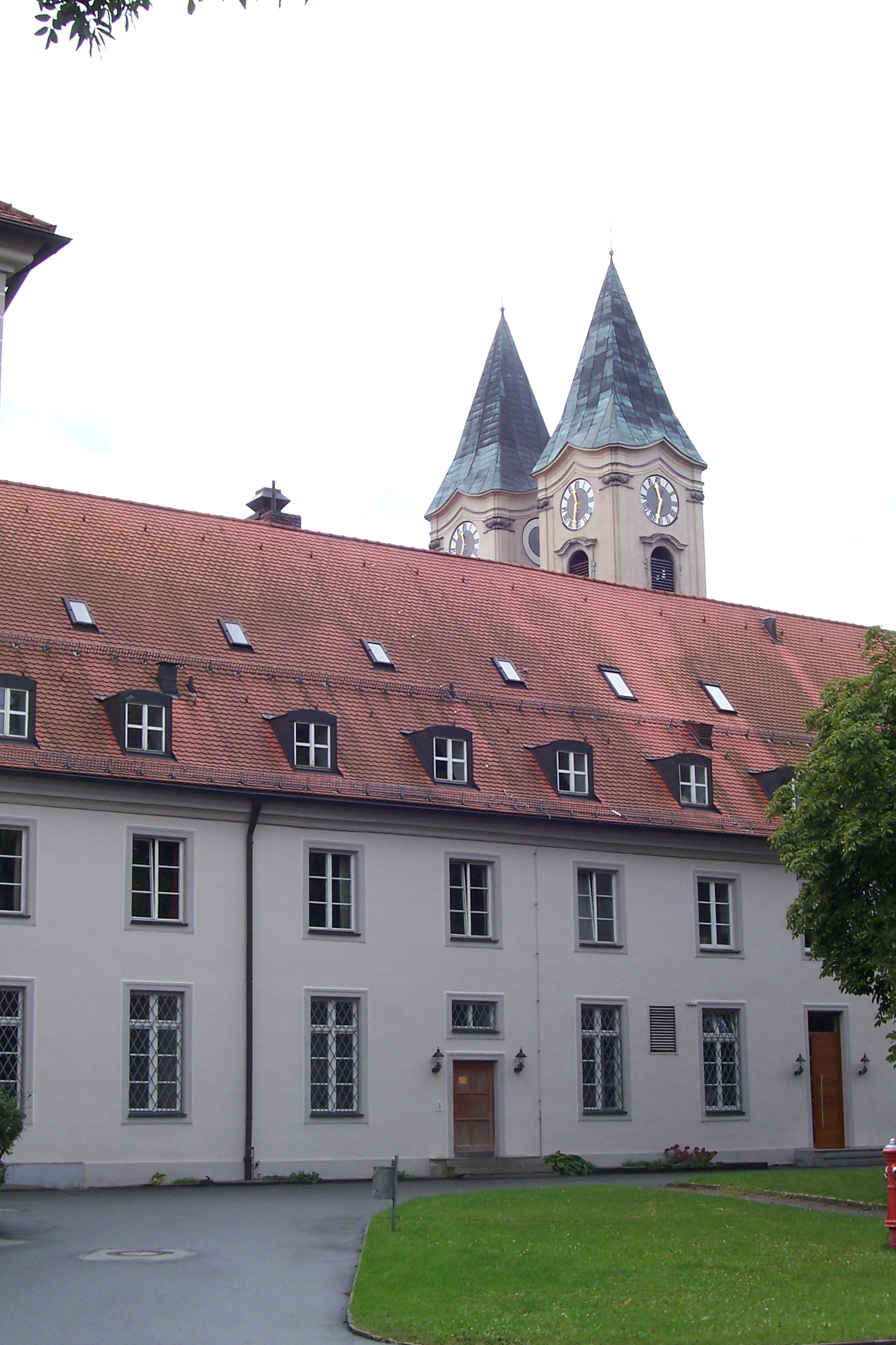
Speisesäle; im Hintergrund: die Doppeltürme der Basilika von Niederalteich.

Mehrzweckraum des St.-Gotthard-Gymnasiums

Neubau des Gymnasiums Niederaltaich mit dem Musiktrakt (links) und dem 2006/07 errichteten Anbau (rechts)

- P. Ratmund Kulman OSB (1988–1994)

### Baugeschichte
Das St.-Gotthard-Gymnasium belegt zwei Schulhäuser, den Altbau und den Neubau. Diese Unterteilung hat historische Gründe. In der Zeit der Wiedergründung des Gymnasiums war die Schülerschaft klein genug, um sie in der barocken Anlage auf der Westseite des Klosters (heutiger Altbau) unterzubringen. Diese Anlage stand damals verbindungslos zum Konventsbau da, weshalb zwischen 1953 und 1955 ein Erweiterungsbau errichtet wurde, der heute die Küche, die Speisesäle und das Gästehaus St. Pirmin beherbergt. Die Altbauturnhalle entstand 1965. Als selbst diese Lösung nicht mehr ausreichte, beschloss der Konvent, zwischen 1971 und 1973 den Neubau östlich der Klosteranlage, auf dem Gelände des ehemaligen Sportplatzes, zu bauen. Zudem wurde in den Jahren 1980 und 1981 eine Doppelturnhalle errichtet. Der Neubau wurde 2006 und 2007 saniert und um einen Anbau sowie einen Mehrzweckraum erweitert, wobei das Raumkonzept im Zuge der Umwandlung in eine Ganztagsschule wesentliche Änderungen erfuhr. Am 20. Oktober 2007 wurde das renovierte Schulgebäude im Beisein des bayerischen Kultusministers Siegfried Schneider und seines Staatssekretärs Bernd Sibler eingeweiht. Aufgrund des Hochwassers im Jahr 2013 wurde vor allem der Keller des Neubaus unbrauchbar gemacht, was für einen großen Platzmangel sorgte. Dank der großen Solidarität für die Schulgemeinschaft und der daraus resultierenden Spenden bzw. Förderungen konnte ein Wiederaufbau und eine Modernisierung des Schulgebäudes angestoßen werden. Dieser hält bis heute an und wird voraussichtlich im Sommer des Jahres 2021 fertiggestellt. Seit diesem Ereignis wurde die Schule um einen neuen Physiktrakt, einen Trakt für Klassenzimmer bzw. Fachräume und einer neuen Aula erweitert.

## Schuldaten
Im Schuljahr 2023/2024 besuchten 662 Schüler das St.-Gotthard-Gymnasium. Diese wurden von 62 hauptamtlichen Lehrern unterrichtet. Der Einzugsbereich des St.-Gotthard-Gymnasiums geht über den Landkreis Deggendorf hinaus, wobei die Mehrheit der Schüler dem näheren Umkreis von Niederalteich und dem vorderen Bayerischen Wald entstammt.

## Schulleiter
Als Schulleiter fungierten:
- Emmanuel Maria Heufelder OSB (1946–1951)
- Hildebrand Dussler OSB (1951–1953)
- Bernhard Strobel OSB (1953–1973)
- Rudolf Enghofer (1973–1981)
- Rupert Lienert (1981–1987)
- Wilhelm Hundsrucker (1987–1992)
- Ludger Kreye OSB (1992–2003)
- Gerhard Gilch (2003–2012)
- Johann Lummer (seit 2012)

## Schulphilosophie
Das St.-Gotthard-Gymnasium ist ein staatlich anerkanntes Gymnasium in freier kirchlicher Trägerschaft. Als Klosterschule der Benediktiner versteht sich das Gymnasium als eine Institution, welche die Erziehung und Bildung der jungen Menschen ausgehend vom christlichen Menschenbild gedeihen lassen will. Das Schulklima prägt der musische Zweig und daher die hohe Wertschätzung der kreativen Fächer Musik und Kunsterziehung, die also neben der religiösen Dimension zu einer ganzheitlichen Erziehung der Schüler beitragen. Diese Ganzheitlichkeit wird durch das Ganztagssystem verstärkt, in welchem Schüler neben dem vorgegebenen Pflichtunterricht auch zu Mittag essen und verschiedene Freizeitangebote wahrnehmen (Neigungsgruppen). Alle schriftlichen Übungsaufgaben (üblicherweise Hausaufgaben) werden an der Schule während der Unterrichtszeit unter Aufsicht der Lehrkräfte in freien oder fachgebundenen Arbeitsphasen angefertigt. Dieses Ganztagsschulkonzept führt zu einer verstärkten sozialen Bindung innerhalb der Schulgemeinschaft und erklärt auch die Wertschätzung inner- und außerschulischer Aktivitäten sowie die Tätigkeit schulnaher Gruppierungen, die von Ehemaligen getragen werden.

## Aspekte des Schullebens

### Konzerte
Mit seinem musischen Zweig hält das Gymnasium Niederalteich regelmäßig Konzerte ab. Traditionell an einem Mittwoch um das Hochfest des Heiligen Gotthard (5. Mai) findet das Gotthardkonzert statt, in dem die Abiturienten ihr letztes Konzert geben und offiziell mit einer roten Rose verabschiedet werden. Ebenso wie das Gotthardkonzert sind die Weihnachtskonzerte der Unter- bzw. Oberstufe an den letzten beiden Mittwochen vor Heiligabend sehr gut besucht. Daneben sind die Niederalteicher an schulinternen Hausmusikabenden sowie bei Benefizkonzerten zu hören.

### Schüleraustausch mit Narbonne
Die Schüler des sprachlichen Zweiges können seit 1993 an einem Schüleraustausch mit zwei Schulen in Narbonne (Région Okzitanien, Südfrankreich) teilnehmen. Im Rahmen dieser Schulpartnerschaften haben sich enge Verbindungen auf Ebene der Elternbeiräte etabliert. So solidarisierten sich die Niederalteicher im Jahr 2000 mit ihren Partnern, als sie unter den Folgen schwerer Unwetter und Überschwemmungen litten. Auch das vierzigjährige Bestehen des deutsch-französischen Freundschaftsvertrags 2003 und der Europatag 2007 wurden gemeinsam gefeiert.

### Religiöse Erziehung
Als katholische Klosterschule steht auch die Vermittlung religiöser Werte im Zentrum des Schullebens. Neben dem täglichen Morgengebet und dem Beten beim gemeinschaftlichen Essen haben sich auch andere Traditionen etabliert. So findet jedes Jahr eine Fußwallfahrt der fünften Klassen nach Reichersdorf, dem Geburtsort des Heiligen Gotthard, statt. Außerdem nehmen die Schüler der sechsten Klassen an Einkehrtagen in Windberg teil. Die Firmung der sechsten Klassen erteilt der Abt des Klosters Niederalteich in der Basilika. Die Verbindung des Gymnasiums zum Benediktinerkloster dokumentiert ein Klostertag, an dem sich die Schüler über das Leben der Mönche informieren können. Zudem engagieren sich Niederaltaicher Schüler in Klassengottesdiensten und Hilfsprojekten.

### Künstlerische Leistungen
Der künstlerische Bereich genießt am St.-Gotthard-Gymnasium eine Wertschätzung. Dies zeigt sich durch Ausstellungen, wobei das Schulhaus eine Auswahl von aktuellen Kunstwerken zeigt. Ein regionales Augenmerk stellt die fast jährlich stattfindende Ausstellung im Kapuzinerstadl Deggendorf dar.

### Betriebspraktikum
Mit dem 1985 eingeführten betriebsorientierten Unterricht für die zehnten Klassen, bei dem in den letzten zwei Wochen der Pflichtschulzeit ein Praktikum abgeleistet wird, ist das St.-Gotthard-Gymnasium Vorreiter im Landkreis Deggendorf.

### Schülerzeitung „Der Spickzettel“
Seit 1995 existiert am Gymnasium Niederalteich eine Schülerzeitung, an der sich etwa 50 bis 60 Schüler beteiligen. Im Jahr erscheinen zwei Ausgaben. Unterstützt wird das Projekt durch den 1998 gegründeten Förderverein Schülerzeitung e.V. Beim Schülerzeitungswettbewerbs der Länder im Jahre 2011 wurde der „Spickzettel“ als zweitbeste Schülerzeitung Deutschlands ausgezeichnet.

### Schülermitverantwortung und Schülerkultur
Neben dem offiziellen Schulleben hat sich auch eine Schülerkultur bzw. eine „Tradition von unten“ etabliert. Dabei ist die Niederaltaicher SMV sehr aktiv und organisiert als SMV AG samt „Mini-SMV“ Faschingsbälle oder schulinterne SMV-Seminare. In der letzten Woche vor den Sommerferien zelten Schüler aus der Mittel- und Oberstufe an der Niederalteicher Donau und feiern so als Schulgemeinschaft das Schuljahresende.

### MINT-EC
Das Gymnasium ist als eine von 64 MINT-EC-Schulen in Bayern (Stand: 2024) berechtigt, Schülern das MINT-EC-Zertifikat zu erteilen.

## Schulnahe Gruppierungen
Neben Musikgruppen, die das St.-Gotthard-Gymnasium im Laufe der Jahre hervorgebracht hat und die das kulturelle Leben im Landkreis Deggendorf prägen, wird das Schulleben durch folgende Gruppierungen mitgestaltet:

### Fördergemeinschaft St. Gotthard e.V.
Die Fördergemeinschaft St. Gotthard e. V. besteht seit 1967 und versteht sich als Zusammenschluss aller Ehemaligen, Freunde und Förderer des St.-Gotthard-Gymnasiums.

### Förderverein Schülerzeitung e.V.
Der Förderverein Schülerzeitung e. V. wurde im Jahre 1998 gegründet mit dem Zweck, den Journalismus am St.-Gotthard-Gymnasium, insbesondere die Schülerzeitung „Der Spickzettel“ (seit 1995), zu fördern. In der außerordentlichen Mitgliederversammlung am 7. November 2015 wurde die Auflösung des Vereins beschlossen. Geleitet wurde der Förderverein von Michael F. Schweikl (1998–2012; 2013–15) und Thomas M. Mittermeier (2012/13).

### Pueri Cantores Altahensis
Der Knabenchor der Abtei Niederaltaich wurde im Jahre 2001 durch P. Romanos Werner OSB gegründet. Dieser Chor, der sich aus ehemaligen und aktuellen Schülern des St.-Gotthard-Gymnasiums zusammensetzt, versteht sich als Bindeglied zwischen Abtei und Schule.
Die Pueri Cantores Altahensis sind der offizielle Chor der Benediktinerabtei Niederaltaich. Dieser steht in der Tradition der ehemaligen Chorknaben, die bis in das Mittelalter zurückreichen. Gerade bei den Benediktinern ist das Gotteslob das Zentrum des alltäglichen Lebens. Schon in früheren Jahrhunderten waren daher die Knabenchöre dazu bestimmt die Gottesdienste in der Abtei feierlich zu gestalten. Seit 2001 bilden die Pueri Cantores wieder ein Bindeglied zwischen dem Gymnasium und der Abtei Niederaltaich. So werden neben liturgischen Diensten (Gründonnerstagsamt, Benediktstag etc.) auch große Konzertprojekte (Oratorien, acapella Konzerte) und Konzertreisen veranstaltet. Besonders talentierten Jungen des musischen Gymnasiums wird durch individuelle Stimmbildung und chorisches Singen die Möglichkeit gegeben, ihren musischen Horizont über die Schulbildung hinaus zu erweitern und soziales Verhalten innerhalb einer Gemeinschaft zu erwerben. Das Prinzip der klassischen Singweise, wie sie auch beim Chor bis weit in die Neuzeit gepflegt wurde, liegt den Pueri Cantores zugrunde: Die Knabensopräne erhalten ein besonderes Stimmtraining, während alle übrigen Stimmen, also Alt, Tenor und Bass von erfahrenen Sängern bestritten werden. Im Niederaltaicher Fall handelt es sich hierbei um Schüler und „Ehemalige“ des Gymnasiums der Benediktinerabtei Niederaltaich. Die musikalische Leitung obliegt seit 2016 dem Dirigenten Sebastian Ferenz; das Chormanagement bestreitet Mathias Großschädl.

## Bedeutende Lehrer und Schüler
- Monika Drasch (* 1965), Absolvia 1985, Musikerin
- Emmanuel Jungclaussen (1927–2018), Abt (1989–2001) und ehemaliger Lehrer
- Michaela Karl (* 1971), Absolvia 1991, Politikwissenschaftlerin und Schriftstellerin
- Richard Loibl (* 1965), ehemaliger Schüler, Direktor des Hauses der Bayerischen Geschichte
- Gerhard Lutz (* 1942), ehemaliger Lehrer und Künstler
- Alexandra Mazzucco (* 1993), Absolvia 2011, Handballspielerin
- Franz Mußner (1916–2016), ehemaliger Schüler und emeritierter Professor für biblische Theologie an der Universität Regensburg
- Rudolf Piehlmayer (* 1961), Absolvia 1981, Dirigent
- Bernd Redmann (* 1965), Absolvia 1984, Komponist, Musikwissenschaftler und Präsident der Hochschule für Musik und Theater München
- Konrad Ruhland (1932–2010), ehemaliger Lehrer und Musikwissenschaftler
- Stefan Trenner (1967–2024), Komponist
- Roman Sladek (* 1989), Jazzmusiker
- Jan Scheer (* 1975), Diplomat
- Marko Zdralek (* 1973), Absolvia 1993, Komponist und Musikwissenschaftler